# Autopsy (película)
Autopsy es una película de terror estadounidense de 2008 dirigida por Adam Gierasch y producida por Warren Zide. Se estrenó en el Reino Unido el 24 de agosto de 2008 en el Festival de cine londinense FrightFest y fue seleccionada como una de las "ocho películas para morirse" en el After Dark Horrorfest del año 2009. 

## Sinopsis
Cinco amigos regresan del Mardi Gras en Nueva Orleans cuando se ven involucrados en un grave accidente de coche. Pronto una ambulancia acude al lugar y los jóvenes son trasladados al Mercy Hospital para tratar sus heridas. 
No obstante, el curioso lugar atendido por el Doctor Benway, obsesionado por prolongar la vida de su esposa, aguarda oscuros secretos que acecharán la vida de los protagonistas. 

## Reparto
- Jessica Lowndes como Emily.
- Ross Kohn como Bobby.
- Ross McCall como Jude.
- Ashley Schneider como Clare.
- Arkady Golubovich como Dimitry.
- Robert LaSardo como Scott.
- Michael Bowen como Travis.
- Jenette Goldstein como la enfermera Marian.
- Robert Patrick como Dr. Benway
- Elijah Hardy como Gregory.
- Tatyana Kanavka como Gretchen.
- Eric Adams como el agente Jacobs.
- Janine Venable como Lisette.